# 出口汪
出口 汪（でぐち ひろし、1955年8月21日 - ）は、日本の予備校講師、実業家。
曽祖父は出口王仁三郎。曽祖母は出口すみ。祖父は出口宇知麿。父は出口和明。弟は出口恒。出口光は再従兄。
1955年に東京都杉並区で生まれ、京都府立亀岡高等学校を卒業し、3年間の浪人を経て、関西学院大学文学部卒業、同大学院文学研究科修士課程を修了、1986年に博士課程を単位取得退学した。
大学院在学中の1985年よりヒューマンアカデミーで講師を始め、その後、1986年より代々木ゼミナール、1994年より東進ハイスクールの国語科講師を歴任した。
NPO法人 BURNING MINDの理事長、株式会社水王舎の代表取締役、論理文章能力検定の評議員、「出口式みらい学習教室」の代表（2019年4月より）、広島女学院大学客員教授、インターネット予備校「ただよび」の顧問（2021年1月より）も務めている。
また、2002年には論理力・言語能力養成システム「論理エンジン」の開発も手掛けている。

## 著書
- （上松恵理子との監修）朝日新聞社(中釜由起子) (著)『これからの論理国語 小1～小2レベル』（水王舎、2017年5月1日）ISBN 978-4864700412